# خوارزمية إقليدس الممددة

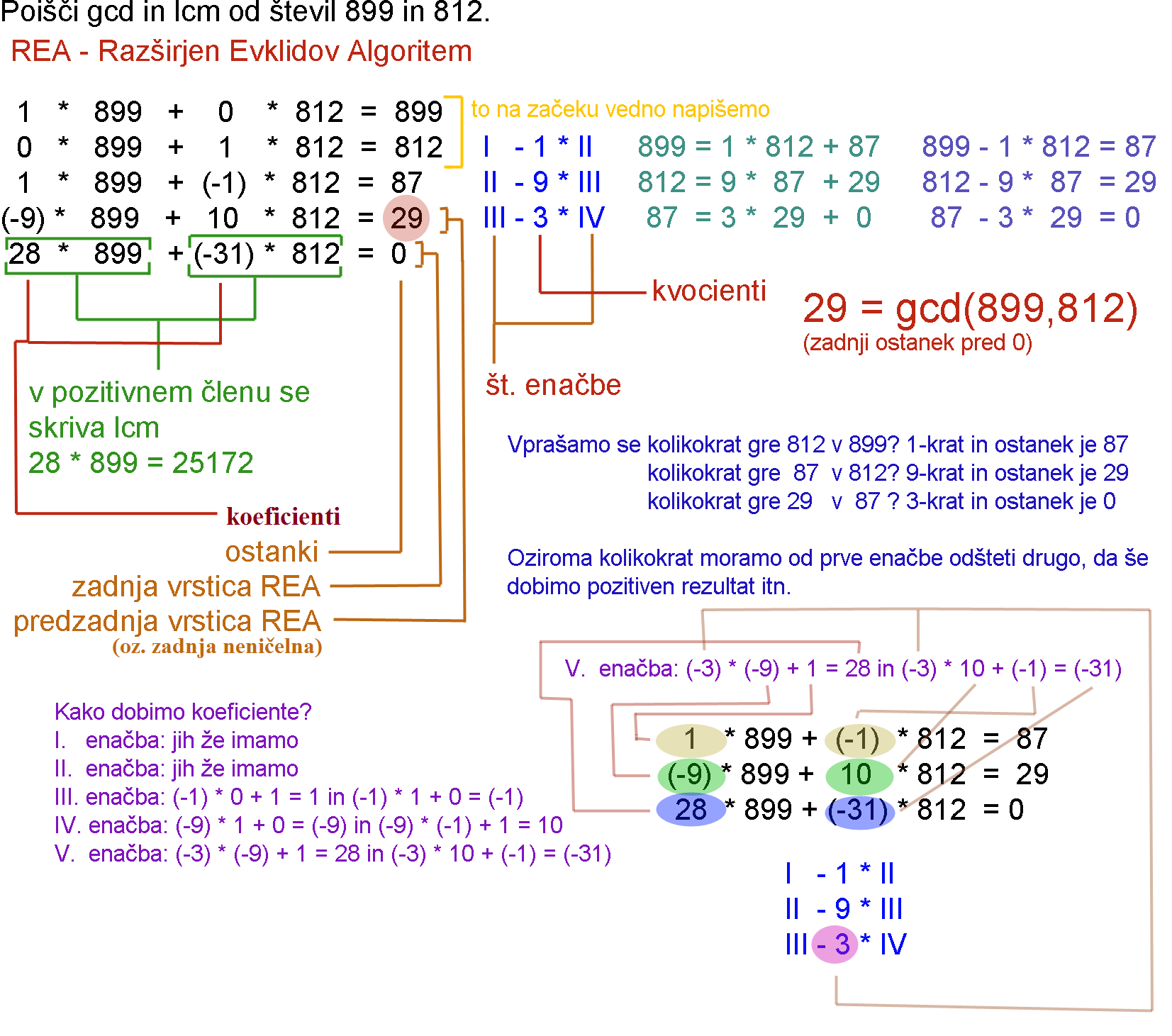

في الحسابيات وفي برمجة الحاسوب، خوارزمية إقليدس الممددة (بالإنجليزية: Extended Euclidean algorithm)‏ هي امتداد لخوارزمية أقليدس حيث تحسب بالإضافة إلى القاسم المشترك الأكبر لعددين صحيحين a و b، المعاملين اللذين يظهران في متطابقة بوزو.